# Valério Pereliéchin
Valério Pereliéchin (Irkutsk, 20 de julho; 7 de julho no calendário juliano de 1913 — Rio de Janeiro, 7 de novembro de 1992), pseudónimo de Valery Frantsevich Salatko-Petrishche (em russo: Вале́рий Фра́нцевич Сала́тко-Петри́ще; romaniz.: Valery Frantsevich Salatko-Petrishche) foi um poeta, tradutor, jornalista e memorialista russo-brasileiro.
Pereleshin nasceu em Irkutsk, onde seu pai serviu como funcionário das ferrovias siberianas. De 1920 a 1939, ele residiu em Harbin, o centro ferroviário da Manchúria que se tornou uma verdadeira cidade de emigrantes russos após a Guerra Civil Russa. Em Harbin, estudou direito e aprendeu chinês. Ele se tornou monge em um mosteiro da Igreja Ortodoxa Russa em 1938, sob o nome de Germano (Герман em russo). Em 1939, mudou-se para Pequim e começou a trabalhar para a missão ortodoxa russa na China. Em 1943 mudou-se para Xangai, onde trabalhou como intérprete para a agência de notícias soviética TASS. Em 1950, sua tentativa de emigrar para os Estados Unidos fracassou e foi extraditado para a China. Posteriormente, em 1952, partiu para o Brasil com a mãe, onde aprendeu português. Trabalhou como bibliotecário no British Council no Rio de Janeiro. Em 1983 mudou-se para o subúrbio de Jacarepaguá, onde morreu em 1992.
Após instalar-se no Brasil, Pereleshin esteve apenas quatro vezes fora do país: em 1973, quando visitou a França e a Bélgica; em 1974, quando participou de um festival de poesia no Texas; em 1986, quando foi convidado para ir à Holanda pela Universidade de Leiden; e em 1989, quando participou do festival Poetry International em Roterdão. Através do seu contato com o estudioso da história e cultura eslavas holandês Jan Paul Hinrichs, Pereleshin doou parte do seu arquivo à Biblioteca da Universidade de Leiden, incluindo as numerosas cartas enviadas de Pequim e Xangai à sua mãe, que permaneceu em Harbin. Outra parte de seu arquivo está na biblioteca da Academia de Ciências da Rússia em Moscou.
Durante sua vida, Pereleshin publicou treze livros de poesia e uma autobiografia em verso. Além disso, traduziu poesia chinesa e brasileira. Ele é considerado um mestre do soneto. Além disso, é autor de memórias sobre a vida literária dos emigrantes russos na China. Em 2018, suas obras completas foram publicadas em Moscou. Sob o nome de Valério Pereliéchin, publicou uma coletânea de poemas em português e traduziu para o português os Cantos Alexandrinos de Mikhail Kuzmin, que era outro poeta e homossexual, assim como Pereleshin.

## Biografia

### Primeiros anos e educação
Valery Frantsevich Saratko-Petriche (em russo: Вале́рий Фра́нцевич Сала́тко-Петри́ще) nasceu em 20 de julho de 1913 em Irkutsk, no Império Russo. Seu pai, Franz Erazmovich Saratko-Petriche, era um engenheiro ferroviário da Transiberiana. Ele nasceu em uma família aristocrática de origem polonesa de Vitebsk e praticante do catolicismo romano. Naquela época, a Rússia vivia motins bolcheviques e revolucionários. Em 1920, ele fugiu para Harbin com sua mãe e lá se estabeleceu e adotou um nome chinês: Xia Yunqing. Ele estudou na Harbin Middle East Railway Business School em 1924, na Harbin YMCA Middle School de 1925 a 1929 e no Harbin Beiman Industrial College de 1933 a 1934 e se formou na Harbin Law School em 1935.

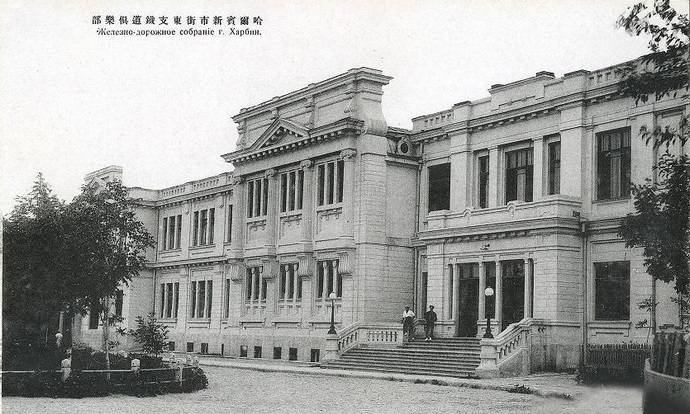
A Harbin Law School (Escola para Expatriados Russos), localizada no China Eastern Railway Club, hoje Harbin Railway Cultural Palace

Em fevereiro de 1928, publicou seu primeiro romance Jovens Leitores sob o pseudônimo Lene. Em junho de 1932, ele começou a enviar artigos para o semanário Border, o mais influente de Harbin. Por sugestão do editor e de outros, ele mudou seu pseudônimo para Valery Bereshin. Em outubro do mesmo ano, ele se juntou à Sociedade Young Chulayevka, o grupo de escritores mais famoso de Harbin na época, e serviu sucessivamente como secretário e presidente da sociedade de pesquisa poética da sociedade. Em dezembro de 1934, a sociedade de poesia foi forçada a se dissolver e seus membros publicaram em conjunto uma coleção de poemas, The Collection of Lingering em 1935.

### Carreira missionária
Pereliéchin era introvertido, tinha um temperamento estranho e tinha orientação sexual homossexual, então a poesia se tornou um meio de curar sua dor interior. Em maio de 1938, ele prestou juramento como monge no Mosteiro de Kazan, em Harbin, sob o nome cristão de Germano (Герман em russo).
Em 1939, foi designado para a Missão Ortodoxa de Pequim, onde organizou materiais na biblioteca e lecionou em escolas primárias. Nesse período, também estudou língua e cultura chinesas. Durante este período, pediu à minha mãe que publicasse algumas coletâneas de sua poesia em Harbin. Em 1943, ele trabalhou em Xangai e, junto com alguns membros da antiga Sociedade Chulaevka, fundou a Sociedade Friday, um pequeno grupo de poetas na Xangai ocupada pelos japoneses. Em 1946, publicou em conjunto com o grupo a obra A Ilha Isolada.
Em 1945, com a ajuda de amigos, ingressou na filial de Xangai da TASS e foi responsável pela tradução de jornais e livros chineses. Depois que Xangai foi libertada em maio de 1949, ele trabalhou como tradutor no Departamento de Relações Exteriores do Governo Popular Municipal de Xangai. Em abril de 1950, foi para São Francisco, EUA, mas teve sua entrada recusada e acusado de ser um espião soviético. Em Agosto, o [[Serviço de Imigração e Controle de Aduanas dos Estados Unidos da América|Serviço de Imigração dos EUA deportou-o para fora do país alegando "ameaça aos interesses nacionais". Ele retornou a Tianjin em outubro de 1950 e ensinou russo no Tianjin Coal College e no Conservatório de Música de Tianjin. No outono de 1952, ele solicitou um visto de imigrante para o Brasil com a ajuda de sua família e chegou com sucesso ao Brasil em janeiro de 1953.

### Brasil
Somente em 1958 obteve a cidadania brasileira. Ele trabalhou primeiro na biblioteca do British Council no Rio de Janeiro , e na década de 1960 lecionou em uma escola americana local, mas foi demitido logo depois. Em 1967, lecionou russo em uma academia naval no Brasil. No mesmo ano, solicitou novamente a imigração para os Estados Unidos, mas foi rejeitado.
Em 1983, publicou uma coleção de poemas no Brasil chamada The Wineskins Drunk Us (Nos odres velhos em português), que incluía traduções para o português de alguns poemas chineses famosos, bem como traduções para o português de poemas russos, bem como obras originais em português.
Ele passou seus últimos dias em um retiro para artistas nos arredores do Rio de Janeiro, Brasil. Faleceu em 7 de novembro de 1992.

## Obras

### Poesia
- No caminho, (Harbin, 1937) = В пути: Стихи 1932—1937. — Харбин: Заря, 1937 The good beehive, (Harbin, 1939) = Добрый улей: 2-я кн. стихотворений. — Харбин: Изд-во В. В. Плотникова, 1939
- Estrela sob o mar, (Harbin, 1941) = Звезда над морем: 3-я кн. стихотворений. — Харбин: Заря, 1941
- Sacrifício, (Harbin, 1944) = Жертва: 4-я кн. стихотворений. — Харбин: Заря, 1944 Southern house, (Munique, 1968) = Южный дом: 5-я кн. стихотворений. — Мюнхен, 1968
- O balanço, (Frankfurt, 1971) = Качель: 6-я кн. стихотворений. — Франкфурт-на-Майне: Посев, 1971.
- O reserva, (Frankfurt, 1972) = Заповедник: 7-я кн. стихотворений. — Франкфурт-на-Майне: Посев, 1972
- De Mount Nevo, (Frankfurt, 1975) = С горы Нево: 8-я кн. стихотворений. — Франкфурт-на-Майне: Посев, 1975.
- Ariel, (Frankfurt, 1976) = Ариэль: 9-я кн. стихотворений. — Франкфурт-на-Майне: Посев, 1976.
- Três pátrias, (Paris, 1987) = Три родины: 10-я кн. стихотворений. — Париж: Альбатрос, 1987.
- Clamor das profundezas, (Holyoke, 1987) = Изъ глубины воззвахъ… 11-й сб. стихотворений. — Холиок: Нью Ингланд Паблишинг К°, 1987.
- Nós dois – e um de novo?, (Holyoke, 1987) = Двое — и снова один? 12-й сб. стихотворений. — Холиок: Нью Ингланд Паблишинг К°, 1987
- Seguimento, (Holyoke, 1988) = Вдогонку: 13-й сб. стихотворений. — Холиок: Нью Ингланд Паблишинг К°, 1988.
- Um poema sem tópico, (Holyoke, 1989) = Поэма без предмета / Под ред. и с предисл. С. Карлинского. — Холиок: Нью Ингланд Паблишинг К°, 1989.
- Um poeta russo visitando a China, (Haia, 1989) = Русский поэт в гостях у Китая: 1920—1952. Сб. стихотворений / Editado e com Introdução e Notas por Jan Paul Hinrichs. — Haia: Leuxenhoff Publishing, 1989. (Russian Émigré Literature in the Twentieth Century: Studies and Texts. Vol. 4.)
- Obras coletadas, (Moscou, 2018– ) = Собрание сочинений: В 3 т. / Сост., подгот. текста, коммент. В.А. Резвого. — М.: Престиж Бук, 2018. (Серия «Золотой Серебряный век»): T. 1. Три родины: Стихотворения и поэмы, T. 2 Кн. 1. Заблудившийся аргонавт: Стихотворения и поэмы, T. 2 Кн. 2. В час последний: Стихотворения и поэмы [T. 3: not yet published].

### Memórias
- Russian Poetry and Literary Life in Harbin and Shanghai, 1930–1950. The Memoirs of Valerij Perelešin, ed. em russo e com Introdução e Notas por Jan Paul Hinrichs (Amsterdã: Rodopi, 1987).
- Russian literary and ecclesiastical life in Manchuria and China from 1920 to 1952 : unpublished memoirs of Valerij Perelešin, ed. by Thomas Hauth (Haia: Leuxenhoff, 1996).

### Traduções
- Samuel Taylor Coleridge, The rhyme of the ancient mariner, (Harbin, 1940) = Кольридж С. Т. Сказание старого моряка / Пер. Валерия Перелешина. — Харбин: Заря, 1940.
- Poems on a fan, (Frankfurt, 1970) = Стихи на веере: Антология китайской классической поэзии. — Франкфурт-на-Майне: Посев, 1970.
- Qu Yuan, Li Sao (Frankfurt, 1975) = Цюй Юань. Ли Сао / Поэма в стихотворном переводе Валерия Перелешина с китайского оригинала. — Франкфурт-на-Майне: Посев, 1975.
- Southern cross. Anthology of Brazilian poetry, (Frankfurt, 1978) = Южный крест: Антология бразильской поэзии. — Франкфурт-на-Майне: Посев, 1978.
- Tao Te Ching, (Moscou, 1994) = Дао дэ цзин / Пер. с кит. Валерия Перелешина. — М.: Фирма «КОНЁК», 1994
- Lao Zi, Tao Te Ching (Moscou, 2000) = Лао-цзы. Дао дэ цзин: Поэма / Пер. с кит. В. Ф. Перелешина; Послесл. Д. Н. Воскресенского. — М.: Время, 2000.

### Trabalhos em Português
- Valério Pereliéchin, Nos odres velhos (Rio de Janeiro: Achiamé, 1983)
- Mikhail Kuzmin, Cánticos de Alexandria, traduzido por Valério Pereliechin &. H. Marques Passos [= Кузмин М. Александрийские песни] (Rio de Janeiro: Anima, 1986).